# Appletree Eyot
Appletree Eyot ist eine Insel in der Themse bei Reading in Berkshire, England.
Die Insel liegt flussaufwärts des Caversham Lock etwa 3 km von Tilehurst. Die Insel liegt in der Mitte des Flusses und der Schiffsverkehr geht entsprechend den Regeln links und rechts an ihr vorbei.